# Hororata River
Der Hororata River (Sprache der Māori: Te Hororātā) ist ein Fluss im Selwyn District der Region Canterbury auf der Südinsel von Neuseeland.

## Geographie
Der Hororata River entsteht durch den Zusammenfluss des Washpen Creek und Boundary Stream, rund 13,5 km westnordwestlich des kleinen Dorfes Hororata. Von dem Zusammenfluss aus bewegt sich der Fluss zunächst von einer südöstlichen Richtung aus in einem weiten Bogen nach Südosten, wendet sich dann westlich des Dorfes Hororata in einem Rechtsknick wieder der südöstlichen Richtung zu, die er weitestgehend bis zu seiner Mündung in den Selwyn River/Waikirikiri beibehält. Die Gesamtlänge des Flusses beträgt 38,6 km.
Rund 1,9 km südöstlich der Entstehung des Hororata River überquert der New Zealand State Highway 77 den Fluss in Ost-West-Richtung.